# Tarik Chaoufi
Tarik Chaoufi (Azrou, 26 de febrer de 1986) és un ciclista marroquí. Del seu palmarès destaca la victòria a l'UCI Àfrica Tour de 2012, així com un campionat nacional en ruta.

## Palmarès
- 2009
  - Vencedor d'una etapa a la Volta a Egipte
  - Vencedor d'una etapa al Tour dels Aeroports
- 2010
  - 1r al Challenge de la Marxa Verda-Gran Premi Al Massira
  - Vencedor d'una etapa al Tour de Mali
  - Vencedor d'una etapa al Tour de Ruanda
- 2011
  - Vencedor d'una etapa a la Volta al Marroc
- 2012
  - 1r a l'UCI Àfrica Tour
  -  Campió del Marroc en ruta
  - 1r al Challenge de la Marxa Verda-Gran Premi Sakia El Hamra
  - 1r s les Les Challenges Phosphatiers-Challenge Khouribga
  - 1r al Challenge del Príncep-Trofeu del Príncep
  - Vencedor d'una etapa a la Volta al Marroc
  - Vencedor d'una etapa a la Tropicale Amissa Bongo
- 2014
  - 1r al Challenge del Príncep-Trofeu de la Casa Reial